# Pavel Giroud
Pavel Giroud (Cuba, 1973) és un director de cinema cubà amb seu a Madrid. Va estudiar disseny i es va graduar a l'Institut Superior de Disseny el 1994.

## Trajectòria
Va treballar primer com a dissenyador i director artístic en pel·lícules i obres de teatre. Després va començar a pintar, treballant amb les tècniques bàsiques i incorporant vídeo a la seva obra. Quan la gent va veure els seus vídeos, li van dir a Pavel que era un "contador de contes dotat" i el van animar a provar el cinema. Giroud va dirigir els seus primers curtmetratges. Fins i tot va aparèixer als seus amics a les seves pel·lícules, més que a actors professionals.
Giroud només va filmar el que va escriure, fins que va llegir el guió de la pel·lícula La edad de la peseta, escrita per Arturo Infante, un jove guionista i director. Quan els crítics van veure la pel·lícula, van anomenar Pavel el "nou Truffaut cubà" i "el millor director de la seva generació". El 2020 aquesta pel·lícula va ser seleccionada per la Cinemate Cubana com una de les deu millors cinematografies i millor disseny de producció en 60 anys de cinema cubà.
Un any després va dirigir una pel·lícula de cinema negre titulada Omerta i va començar a escriure el seu projecte més ambiciós, El acompañante. Va passar més de sis anys desenvolupant-lo i trobant suport financer per aconseguir-ho. Aquesta pel·lícula va ser seleccionada per representar Cuba a l'Oscar a la millor pel·lícula de parla no anglesa als Premis Oscar de 2016. Mentre desenvolupava aquesta pel·lícula, va codirigir Playing Lecuona, una pel·lícula documental musical sobre la més gran llegenda de la música cubana, Ernesto Lecuona, protagonitzada pels pianistes de jazz Michel Camilo, Chucho Valdés i Gonzalo Rubalcaba.
Del 2012 al 2019 va col·laborar amb el grup de belles arts Los Carpinteros, dirigint totes les seves pel·lícules (excepte una peça). Després de la ruptura d'aquest grup, Giroud ha continuat treballant amb un dels seus membres, Dagoberto Rodríguez, dirigint un vídeo experimental titulat Geometría Popular, llançat en línia per la Galeria Sabrina Amrani el març del 2020.

## Filmografia
- Tres Veces Dos (2004)
- Frank Emilio, Amor y Piano (2005)
- Esther Borja: Rapsodia de Cuba (2005)
- La edad de la peseta (2006)
- Manteca, Mondongo y Bacalao con pan (documental, 2007)
- Omertá (2008)
- Conga Irreversible (vídeo amb Los Carpinteros, 2012)
- Pellejo - (vídeo amb Los Carpinteros, 2013)
- Polaris (vídeo amb Los Carpinteros, 2014)
- Playing Lecuona (documental, 2015)
- El acompañante (2016)

## Premis
La edad de la peseta va guanyar l'Índia Catalina d'Or al Festival Internacional de Cinema de Cartagena de Indias, el premi al Festival de Cinema de Ceará, al Festival de Lima i al de Santa Bárbara. Playing Lecuona va guanyar el premi al millor documental al Festival Internacional de Cinema de Mont-real. El acompañante va rebre el premi de l'audiència al Festival de Cinema Hispà de Miami i el premi de l'audiència al Festival de Màlaga.